# ジョージ・モアラ
ジョージ・モアラ（George Moala、1990年11月5日 - ）は、トップ14・ASMクレルモン・オーヴェルニュに所属するラグビー選手。

## プロフィール
- ニュージーランド・オークランド出身[1]。
- ポジションはウィング(WTB)、センター(CTB)。
- 身長 188cm、体重 99kg
- U20トンガ代表に選ばれたことがある[2]。
- ニュージーランド代表通算キャップ数は4。
- トンガ代表キャップ数は12(2025年1月現在）でラグビーワールドカップ2023のトンガ代表に選ばれた[3]。

## 略歴
オークランド、ブルーズを経て、2018年、ASMクレルモン・オーヴェルニュに加入。